# Boldenone undecilenato
Boldenone undecilenato (chiamato anche Equipoise, boldenone undecylenate, boldenone undecenoate, Parenabol), è un farmaco androgeno e steroidi anabolizzanti (AAS) che viene utilizzato in medicina veterinaria, soprattutto nei cavalli. In passato era usato anche negli esseri umani. Viene somministrato per iniezione nel muscolo.

## Descrizione
Gli effetti collaterali del Equipose comprendono i sintomi di mascolinizzazione come l'acne, l'aumento dei peli corporei, i cambiamenti del tono della voce e l'aumento del desiderio sessuale. Il farmaco è un androgeno sintetico e uno steroide anabolizzante e quindi è un agonista del recettore degli androgeni (AR), il bersaglio biologico degli androgeni come il testosterone e il diidrotestosterone (DHT). Ha forti effetti anabolici e moderati effetti androgeni, con effetti estrogenici deboli e nessun rischio di danno epatico. Il boldenone undecylenate è un estere androgeno e un profarmaco di boldenone a lunga durata nel corpo.
Boldenone undecylenate è stato introdotto per uso medico negli anni '60. Oltre al suo uso medico, il boldenone undecylenate è usato per migliorare il fisico e le prestazioni sportive. Il farmaco è una sostanza controllata in molti paesi e quindi l'uso non medico è generalmente illecito. Rimane commercializzato per uso veterinario in Australia e negli Stati Uniti.